# Вера, Илона

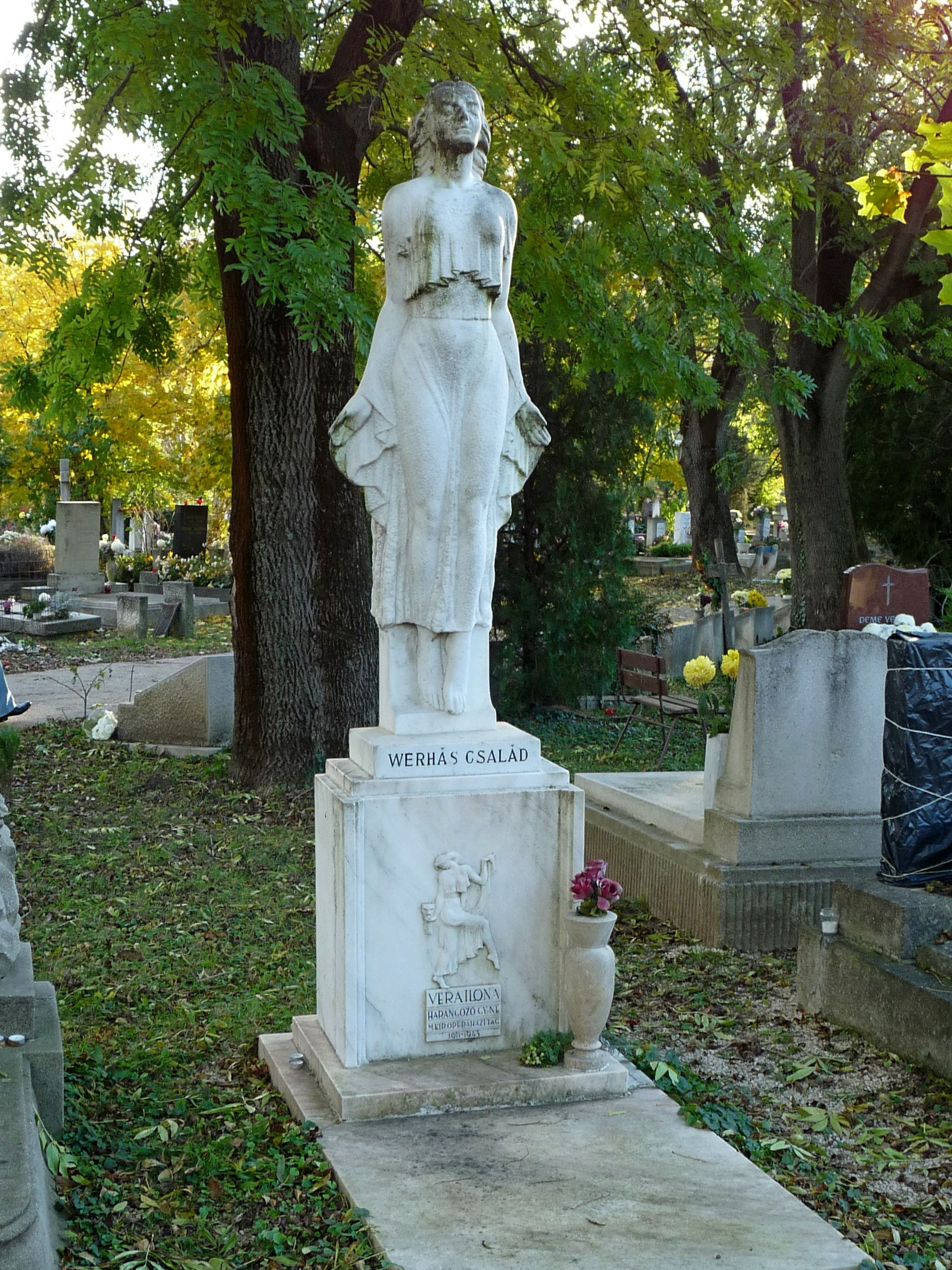
Могила Илоны Вера

Илона Вера (венг. Vera Ilona, настоящее имя Вероника Илона Верхаш, венг. Verhás Veronika Ilona; 21 ноября 1911, Будапешт — 17 апреля 1943, Будапешт) — венгерская балерина.
Окончив балетную школу Будапештской оперы, с 1926 г. танцевала в кордебалете. С 1932 г. в частных труппах, с 1938 г. до конца жизни солистка балета в Будапештской опере. Основные партии, поставленные для неё мужем, балетмейстером Дьюлой Харангозо: Джульетта в «Ромео и Джульетте» на музыку П. И. Чайковского, Принцесса в «Деревянном принце» Б. Бартока, Коломбина в «Карнавале» на музыку Р. Шумана.
В 1940 г. вместе с мужем выступила хореографом при съёмках фильма «Пишта Данко» (о цыганском скрипаче Иштване Данко, режиссёр Ласло Кальмар). Годом позже снялась в эпизодической роли танцовщицы в другой венгерской картине, «Приговорённые к жизни» (венг. Életre ítéltek, режиссёр Эндре Родригес).